# Letnjaja Zolotica
Letnjaja Zolotica (in lingua russa Летняя Золотица) è una città situata in Russia, nell'Oblast' di Arcangelo, più precisamente nel Primorskij rajon.